# 上坝镇
上坝镇，是中华人民共和国甘肃省酒泉市肃州区下辖的一个乡镇级行政单位。

## 行政区划
上坝镇下辖以下地区：
新上村、光辉村、下坝村、上坝村、小沟村、旧墩村、营尔村、东沟村和上红村。